# Хронічна тромбоемболічна легенева гіпертензія
Хронічна тромбоемболічна легенева гіпертензія (англ. Chronic thromboembolic pulmonary hypertension, CTEPH) — хронічне захворювання, спричинене звуженням просвіту кровоносних судин, які доставляють кров від серця до легень (гілок легеневої артерії). Ці звуження просвіту призводять до підвищення опору потоку крові в легеневих артеріальних судинах, що, у свою чергу, призводить до підвищення тиску в цих артеріях (легеневої гіпертензії). Причиною цих звужень є організовані (або затверділі) тромби, які зазвичай походять із глибоких вен нижніх кінцівок (тромбоемболії), і залишаються в легеневій артерії після проходження через праву частину серця. Звуження просвіту судин також може бути результатом утворення рубцевої тканини на місці, де тромб пошкодив ендотеліальну оболонку легеневих артерій, спричинивши постійну фіброзну обструкцію (блокування кровотоку). У більшості хворих спостерігається поєднання мікроваскулярної (дрібні судини) з макроваскулярною (великі судини) обструкції. У частини хворих може фіксуватися нормальний або майже нормальний тиск у системі легеневої артерії в спокої, незважаючи на наявність хвороби. Ці хворі вважаються такими, що мають хронічну тромбоемболічну хворобу.
Діагноз хвороби виставляється після принаймні 3 місяців призначення ефективної дози антиагрегантів, щоб відрізнити цей стан від підгострої тромбоемболії легеневої артерії. Діагностичними критеріями для хронічної тромбоемболічної легеневої гіпертензії є:
- Інвазивно (тобто безпосередньо в руслі кровотоку) виміряний середній легеневий артеріальний тиск (mPAP) ≥25 мм рт.ст.;
- Невідповідність дефектів перфузії під час сканування вентиляції/перфузії легенів (V/Q) і специфічних діагностичних ознак для хронічної тромбоемболічної легеневої гіпертензії, виявлених за допомогою мультидетекторної комп'ютерної томографічної ангіографії, магнітно-резонансної томографії або звичайної легеневої кінеангіографії, зокрема кільцеподібних стенозів, перетинок/щілин, хронічних тотальних оклюзій (мішкоподібні або конічні ураження) та звивистих уражень.

## Ознаки та симптоми
Клінічні симптоми та ознаки хронічної тромбоемболічної легеневої гіпертензії часто неспецифічні або відсутні на ранніх стадіях хвороби, з появою ознак хронічної недостатності правих відділів серця лише на пізніх стадіях захворювання. Основним симптомом хронічної тромбоемболічної легеневої недостатності є задишка при фізичному навантаженні, яка не є специфічною і часто може бути пов'язана з іншими, більш поширеними захворюваннями. За наявності клінічні симптоми хвороби можуть нагадувати симптоми гострої тромбоемболії легеневої артерії або ідіопатичної легеневої артеріальної гіпертензії. Набряки ніг і кровохаркання частіше виникають при хронічній тромбоемболічній легеневій гіпертензії, тоді як непритомність частіше спостерігається при ідіопатичній легеневій гіпертензії.

## Патогенез
У хворих хронічною тромбоемболічною легеневою гіпертензією відсутні традиційні фактори ризику тромбозу. Сучасне розуміння патогенезу хвороби полягає в тому, що хронічна тромбоемболічна легенева гіпертензія є результатом «запального тромбозу». Коли протромботичні стани поєднуються з хронічним запаленням та інфекцією, може виникнути нерозсмоктування тромбу. Фактори ризику хвороби включають спленектомію, запальні захворювання кишечника, хронічну замісну терапію гормонами щитоподібної залози, групи крові, відмінні від 0, злоякісні пухлини, інфікований вентрикуло-атріальний шунт і постійні внутрішньовенні електроди.

## Діагностика

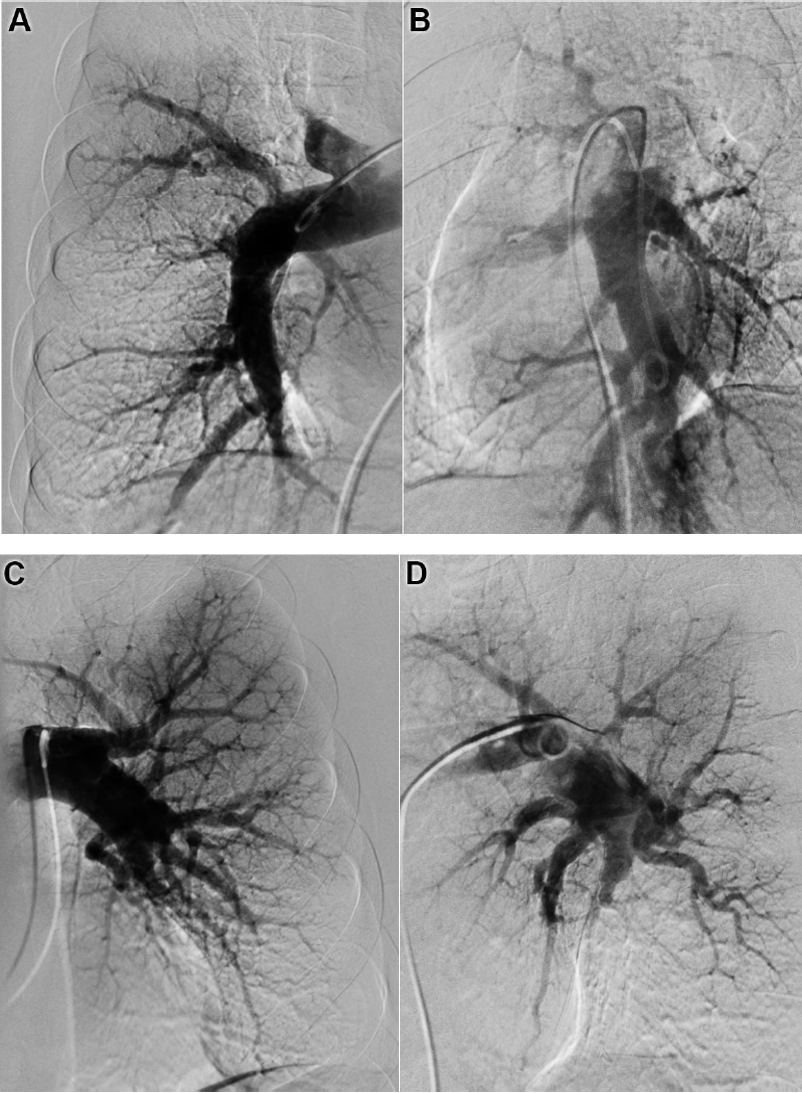
Приклад бічної селективної ангіограми легеневої артерії (права легенева артерія A і B, ліва легенева артерія C і D) за допомогою цифрової субтракції у пацієнта з ХТЛГ. Панелі A і C представляють передньо-задні проекції, панелі B і D представляють бічні проекції.

Рання діагностика хронічної тромбоемболічної легеневої гіпертенії все ще залишається проблематичною, із середнім часом 14 місяців між появою симптомів і встановленням діагнозу в експертних центрах. Підозра на легеневу гіпертензію часто спричинює призначення ехокардіографії, але для її підтвердження необхідна інвазивна катетеризація правих відділів серця. Після встановлення діагнозу легеневої гіпертензії наявність тромбоемболічного захворювання потребує візуалізації. Рекомендований діагностичний алгоритм підкреслює важливість первинного обстеження з використанням ехокардіограми та вентиляційно-перфузійного сканування та підтвердження за допомогою катетера правого серця та легеневої ангіографії.
І вентиляційно-перфузійне сканування, і сучасна багатодетекторна КТ-ангіографія можуть бути точними методами виявлення хронічної тромбоемболічної легеневої гіпертензії з високою діагностичною ефективністю в руках експертів (чутливість, специфічність і точність 100 %, 93,7 % і 96,5 % для вентиляційно-перфузійного сканування; і 96,1 %, 95,2 % і 95,6 % для КТ-ангіографії). Комп'ютерна томографія з ангіографією сама по собі не може виключити хворобу, але може допомогти визначити розтягнення легеневої артерії, що призводить до компресії лівої головної коронарної артерії, ураження легеневої паренхіми (наприклад, як ускладнення від попередніх інфарктів легень) і кровотечі з бронхіальних колатеральних артерій. Натепер золотим стандартом візуалізації залишається інвазивна легенева ангіографія з використанням нативних ангіограм або цифрової субтракції.

## Лікування
Прийняття рішень щодо тактики лікування хворих із хронічною тромбоемболічною легеневою гіпертензією може бути складним, і його повинні приймати спеціалізовані команди в експертних центрах. До складу груп з лікування ХТЛГ входять кардіологи та пульмонологи зі спеціалізованою підготовкою з легеневої гіпертензії, радіологи, досвідчені торакальні хірурги зі значним навантаженням пацієнтів з ХТЛГ на рік, та лікарі з досвідом проведення черезшкірних втручань. На даний момент існує три визнаних цільових варіанти лікування, включаючи стандартне лікування легеневої ендартеректомії. Балонна легенева ангіопластика і легенева вазодилататорна медикаментозна терапія можуть бути розглянуті для тих хворих, яким не може бути проведена операція. Для визначення ризиків і переваг інтервенційного лікування способами легеневої ендартеректомії або балонної легеневої ангіопластики необхідна спеціальна візуалізація з використанням магнітно-резонансної томографії або інвазивної рентгеноангіографії.

### Медикаментозна терапія
Стандартне медикаментозне лікування хронічної тромбоемболічної легеневої гіпертензії включає антикоагулянти, діуретики та оксигенотерапію. Рекомендована довічна антикоагулянтна терапія, навіть після легеневої ендартеріеректомії. Постановка кава-фільтра в нижню порожнисту вену не рекомендується.
У хворих із неоперабельною хронічною тромбоемболічною легеневою гіпертензією або персистуючою/рецидивною легеневою гіпертензією після легеневої ендартеріектомії є докази користі від лікування легеневими вазодилататорами. При компоненті мікросудинної патології при ХТЛГ препаратів, схвалених для легеневої артеріальної гіпертензії, є необґрунтованим. Наразі лише препарат ріоцигуат (стимулятор розчинної гуанілатциклази) схвалений для лікування дорослих із неоперабельною ХТЕЛГ або персистуючою чи рецидивуючою ХТЕЛГ після хірургічного лікування. Дослідження інших препаратів тривають для застосування у хворих з неоперабельною ХТЛГ, причому мацітентан нещодавно підтвердив ефективність і безпеку в дослідженні MERIT.

### Легенева ендартеректомія

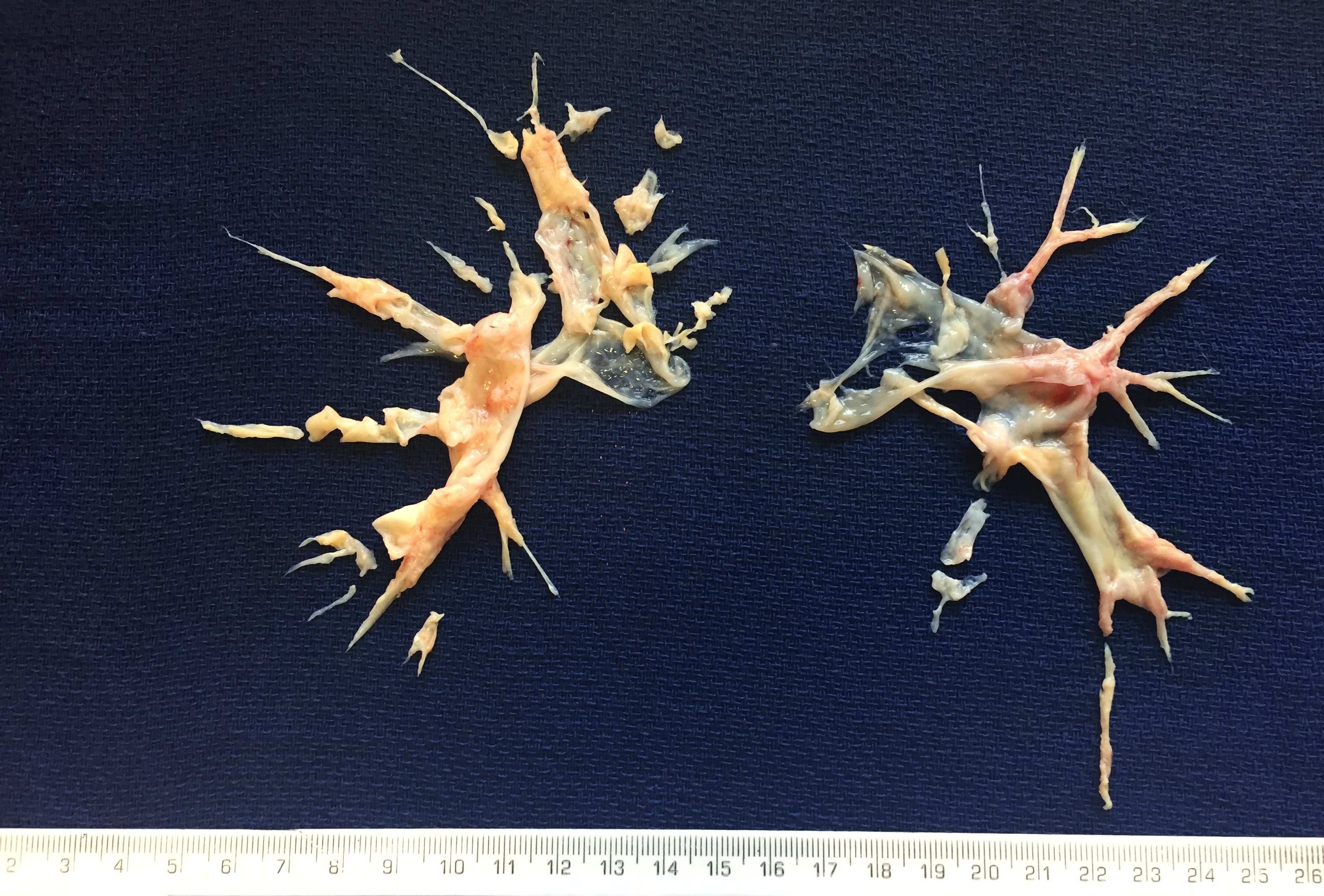
Типовий зразок, забраний під час хірургічної процедури легеневої ендартеректомії у пацієнта з хронічною тромбоемболічною легеневою гіпертензією.

Легенева ендартеректомія є золотим стандартом лікування для відповідних пацієнтів з хронічною тромбоемболічною легеневою гіпертензією. Операбельність хворих із ХТЕЛГ визначається кількома факторами, серед яких найважливішими є хірургічна доступність тромбів та визначене співвідношення «ризик-користь» у конкретного хворого. Не існує гемодинамічного (зокрема, враховуючи легеневий тиск) або вікового порогу, який повинен виключати пацієнтів з хірургічного втручання, і супутні серцеві процедури можуть також проводитись за необхідності. Близько 60 % хворих у Європі та Канаді класифікуються як операбельні.
На відміну від хірургічної емболектомії при гострій ТЕЛА, лікування ХТЕЛГ вимагає справжньої двосторонньої ендартеректомії (усунення тромбозу кровоносних судин) через медіальний шар легеневих артерій, яка виконується в умовах глибокої гіпотермії і зупинки кровообігу, яка не ускладнюється когнітивною дисфункцією. Більшість хворих відчувають значне покращення стану і покращення гемодинаміки після легеневої ендартеректомії. У Європі внутрішньолікарняна смертність під час цієї операції на початок 20-х років ХХІ століття становить 4,7 % або нижче в центрах з великою кількістю хворих.
У близько 35 % хворих може спостерігатися постійна/рецидивна хронічна тромбоемболічна легенева гіпертензія після операції. Поява легеневої гіпертензії після легеневої ендартеректомії досі не зрозуміла, але деякі дані свідчать про те, що опір легеневих судин у розмірі 500—590 дин·с·см−5 може представляти поріг опору легеневих судин для визначення поганого довгострокового результату. Останні дані національної когорти легеневої ендартеректомії Великої Британії свідчать про те, що залишкова легенева гіпертензія після легеневої ендартеректомії впливає на довготривале виживання лише тоді, коли тиск у легеневій артерії більший 38 мм рт.ст. або опір легеневих артерій вищий ніж 425 дин·с·см−5.
Необхідність у терапії препаратами для боротьби з легеневою артеріальною гіпертензією, ускладнення та додаткові процедури під час операції, а також залишкова легенева гіпертензія після легеневої ендартеректомії асоціюються з гіршими результатами. Безпосередній післяопераційний тонус легеневих судин є довгостроковим предиктором прогнозу хворого.

### Балонна легенева ангіопластика
Хоча методика балонної легеневої ангіопластики все ще розвивається, наразі її можна розглядати для застосування у хворих хронічною тромбоемболічною легеневою гіпертензією, які технічно неоперабельні або мають несприятливе співвідношення ризику та користі для легеневої ендартеректомії. Методика була удосконалена в Японії, і перші звіти підтвердили безпеку та ефективність методики на основі даних, що демонструють покращення гемодинаміки та відновлення функції правого шлуночка. Дослідження ефективності цього метода ще тривають.

## Прогноз
Історично склалося так, що прогноз для хворих із нелікованою хронічною тромбоемболічною легеневою гіпертензією був поганим, з 5-річною виживаністю менше 40 %, якщо тиск у легеневій артерії був більшим 40 мм рт.ст. Більш сучасні дані європейського реєстру хронічної тромбоемболічної легеневої гіпертензії продемонстрували 70 % 3-річну виживаність у пацієнтів із хронічною тромбоемболічною легеневою гіпертензією, яким не проводили хірургічну процедуру легеневої ендартеректомії. Останні дані з міжнародного реєстру хвороби демонструють, що смертність від хронічної тромбоемболічної легеневої гіпертензії пов'язана з IV функціональним класом Нью-Йоркської кардіологічної асоціації (NYHA), підвищенням тиску в правому передсерді та раком в анамнезі. Крім того, такі супутні захворювання, як ішемічна хвороба серця, серцева недостатність за лівошлуночковим типом та хронічне обструктивне захворювання легень є факторами ризику смертності.

## Епідеміологія
Хронічна тромбоемболічна легенева гіпертензія є орфанним захворюванням із приблизною частотою 5 випадків на мільйон, але ймовірно, що вона недостатньо діагностується, оскільки симптоми хвороби є неспецифічними. Хоча повідомлялося про кумулятивну частоту хронічної тромбоемболічної легеневої гіпертензії від 0,1 % до 9,1 % протягом перших 2 років після тромбоемболії легеневої артерії з характерними симптомами, наразі незрозуміло, чи гостра симптоматична тромбоемболія легеневої артерії спричинює ХТЕЛГ. Рутинний скринінг на хронічну тромбоемболічну легеневу гіпертензію після тромбоемболії легеневої артерії не рекомендується, оскільки значна кількість випадків ХТЕЛГ розвивається за відсутності попередньої гострої симптоматичної тромбоемболії легеневої артерії. Крім того, приблизно 25 % хворих із хронічною тромбоемболічною легеневою гіпертензією не мають в анамнезі гострої тромбоемболії легеневої артерії. Середній вік хворих на момент постановки діагнозу становить 63 роки (існує широкий віковий діапазон, але випадки в дітей дуже рідкісні), причому обидві статі хворіють однаково.